# Габриэль де Анда, Франсиско
Хосе Франсиско Габриэль де Анда (исп. José Francisco Gabriel de Anda; 5 июня 1971, Мехико, Мексика) — мексиканский футболист, защитник известный по выступлениям за «Пачуку», «Сантос Лагуна» и сборной Мексики. Участник Чемпионата мира 2002 года.

## Клубная карьера
Габриэль де Анда начал карьеру в клубе УНАМ Пумас. В 1992 году он был включён в заявку первой команды, но так и не сыграл за клуб ни минуты. В 1993 году Габриэль перешёл в «Коррекаминос» в составе которого дебютировал в мексиканской Примеры. В 1995 году он подписал контракт с «Сантос Лагуна», за который Габриэль отыграл три сезона. В 1998 году Габриэль вернулся в свой родной Мехико, заключив соглашение с «Крус Асуль». В 2001 году он перешёл в «Пачуку», с которой в том же году выиграл чемпионат, а в 2002 году дошёл до финала Кубка чемпионов КОНКАКАФ. В 2005 году Габриэль вернулся в «Сантос Лагуна», где и завершил карьеру в 2007 году.

## Международная карьера
13 апреля 1997 году в матче отборочного турнира чемпионата мира 1998 против сборной Ямайки Габриэль де Анда дебютировал за сборную Мексики. 18 марта 1998 года в товарищеском поединке против сборной Парагвая забил свой первый гол за сборную. В 2002 году Габриэль был включён в заявку национальной команды на участие в чемпионате мира в Японии и Южной Кореи. На турнире он был запасным и не сыграл ни минуты. В том же году Габриэль выступал на Золотом кубке КОНКАКАФ. На турнире он принял участие в матчах против сборных Сальвадора и Южной Кореи.
Габриэль также был участником Кубке Америки и Кубке конфедераций 1997 года и в Золотом кубке КОНКАКАФ в 1998 году. Сразу после чемпионата мира он завершил карьеру в сборной.

### Голы за сборную Мексики
| #  | Дата           | Место              | Противник | Результат | Соревнование      |
| -- | -------------- | ------------------ | --------- | --------- | ----------------- |
| 1. | 18 марта 1998  | Мехико, Мексика    | Парагвай  | 1:1       | Товарищеский матч |
| 2. | 17 апреля 2002 | Ист-Ратерфорд, США | Болгария  | 1:0       | Товарищеский матч |

## Достижения
Командные
 «Пачука»
- Чемпионат Мексики — Инверно 2001

Международные
 Мексика
- Золотой кубок КОНКАКАФ — 1998
- Кубок Америки — 1997